# Luchonnais

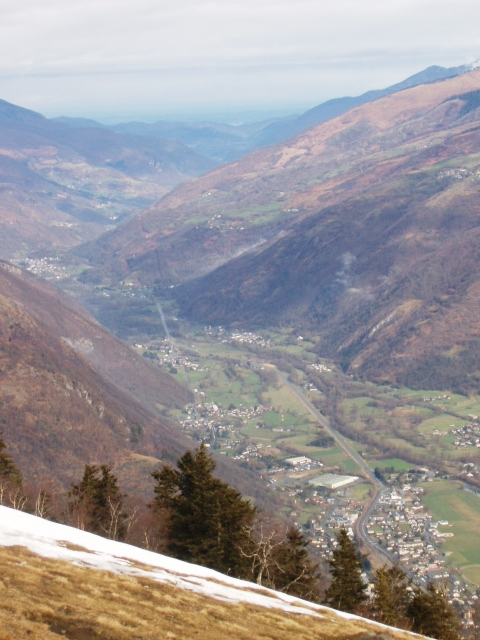
La vallée de Luchon ; vue prise depuis Superbagnères en regardant vers le nord.

Le Luchonnais est une région naturelle française située dans les Pyrénées centrales, à l'extrême sud-ouest de la Haute-Garonne, autour de la ville de Bagnères-de-Luchon, entre l'Espagne (le val d'Aran et l'Aragon) et la Barousse dans le département des Hautes-Pyrénées.

## Géographie
Le Luchonnais comprend des grands sommets tels que : Pic des Crabioules - Pointe de Literole - Pic Lézat - Pic de Maupas - Pic Perdiguère - Pic de Royo - Pic des Spijeoles - Pic de Quayrat - Pic de Sauvegarde, dont les ports (Pas de l’Escalette, Port de Vénasque, Port de la Glère, Port d’Oô), haut-perchés, rendaient difficiles les liaisons avec l’Aragon (la voie de pèlerinage par l’Hospice de France a été supplantée par le Portillon de Burbe).
Accrochés à ces sommets, se trouvent plusieurs petits glaciers de cirque : Glacier des Gourgs Blancs - Seil de la Baque - Glacier du Portillon d'Oô - Glacier des Crabioules - Glacier de Boum .
Encadrés par ces montagnes, se trouvent les bassins de plusieurs cours d'eau : Neste d'Oueil, Neste d'Oô, Pique, vallée du Lys, vallée du Larboust, ainsi que des lacs : lac d'Oô, lac d'Espingo, lac du Portillon…
Les hautes vallées d’Oueil et du Larboust étaient au-delà du siècle dernier plus isolées de celle de la Pique, et leur orientation les ouvrait davantage sur, respectivement, la Barousse et le Louron par le port de Balès et le col de Peyresourde.
Le verrou glaciaire de Cier-de-Luchon marque la frontière de la surface plane du lac qu’elle retenait d’avec, à son Nord, les gorges de la Layrisse. Cet ombilic de surcreusement post-glaciaire s’étendait ainsi de Bargnatigue au rocher de Luret
Territoire enclavé, le Luchonnais communique avec le Comminges, dont il est partie prenante, principalement par la vallée de la Pique. Souvent fréquentés par les tours cyclistes de France et d'Espagne, le col du Portillon ouvre une communication transfrontalière avec le Val d'Aran, le col de Peyresourde vers la vallée du Louron dans les Hautes-Pyrénées bigourdanes et le port de Balès avec la Barousse, également dans les Hautes-Pyrénées.

## Communes
| Nom                      | Code Insee | Intercommunalité                 | Superficie (km2) | Population (dernière pop. légale) | Densité (hab./km2) |
| ------------------------ | ---------- | -------------------------------- | ---------------- | --------------------------------- | ------------------ |
| Antignac                 | 31010      | CC des Pyrénées Haut-Garonnaises | 5,8              | 86 (2022)                         | 15                 |
| Artigue                  | 31019      | CC des Pyrénées Haut-Garonnaises | 9,72             | 32 (2022)                         | 3,3                |
| Bagnères-de-Luchon       | 31042      | CC des Pyrénées Haut-Garonnaises | 52,8             | 2 081 (2022)                      | 39                 |
| Benque-Dessous-et-Dessus | 31064      | CC des Pyrénées Haut-Garonnaises | 3,72             | 29 (2022)                         | 7,8                |
| Billière                 | 31068      | CC des Pyrénées Haut-Garonnaises | 2,18             | 34 (2022)                         | 16                 |
| Bourg-d'Oueil            | 31081      | CC des Pyrénées Haut-Garonnaises | 9,52             | 13 (2022)                         | 1,4                |
| Castillon-de-Larboust    | 31123      | CC des Pyrénées Haut-Garonnaises | 20,67            | 81 (2022)                         | 3,9                |
| Cathervielle             | 31125      | CC des Pyrénées Haut-Garonnaises | 3,7              | 32 (2022)                         | 8,6                |
| Caubous                  | 31127      | CC des Pyrénées Haut-Garonnaises | 3,78             | 3 (2022)                          | 0,79               |
| Cazarilh-Laspènes        | 31129      | CC des Pyrénées Haut-Garonnaises | 2,37             | 14 (2022)                         | 5,9                |
| Cazeaux-de-Larboust      | 31133      | CC des Pyrénées Haut-Garonnaises | 19,14            | 93 (2022)                         | 4,9                |
| Cier-de-Luchon           | 31142      | CC des Pyrénées Haut-Garonnaises | 10,59            | 228 (2022)                        | 22                 |
| Cirès                    | 31146      | CC des Pyrénées Haut-Garonnaises | 5,11             | 11 (2022)                         | 2,2                |
| Garin                    | 31213      | CC des Pyrénées Haut-Garonnaises | 5,62             | 150 (2022)                        | 27                 |
| Gouaux-de-Larboust       | 31221      | CC des Pyrénées Haut-Garonnaises | 10,67            | 41 (2022)                         | 3,8                |
| Gouaux-de-Luchon         | 31222      | CC des Pyrénées Haut-Garonnaises | 14,49            | 43 (2022)                         | 3                  |
| Jurvielle                | 31242      | CC des Pyrénées Haut-Garonnaises | 5,79             | 20 (2022)                         | 3,5                |
| Juzet-de-Luchon          | 31244      | CC des Pyrénées Haut-Garonnaises | 6,8              | 372 (2022)                        | 55                 |
| Mayrègne                 | 31335      | CC des Pyrénées Haut-Garonnaises | 5,19             | 30 (2022)                         | 5,8                |
| Montauban-de-Luchon      | 31360      | CC des Pyrénées Haut-Garonnaises | 6,02             | 506 (2022)                        | 84                 |
| Moustajon                | 31394      | CC des Pyrénées Haut-Garonnaises | 2,3              | 127 (2022)                        | 55                 |
| Oô                       | 31404      | CC des Pyrénées Haut-Garonnaises | 32,53            | 103 (2022)                        | 3,2                |
| Portet-de-Luchon         | 31432      | CC des Pyrénées Haut-Garonnaises | 4,11             | 38 (2022)                         | 9,2                |
| Poubeau                  | 31434      | CC des Pyrénées Haut-Garonnaises | 4,21             | 79 (2022)                         | 19                 |
| Saccourvielle            | 31465      | CC des Pyrénées Haut-Garonnaises | 3,41             | 22 (2022)                         | 6,5                |
| Saint-Aventin            | 31470      | CC des Pyrénées Haut-Garonnaises | 17,4             | 63 (2022)                         | 3,6                |
| Saint-Mamet              | 31500      | CC des Pyrénées Haut-Garonnaises | 11,16            | 552 (2022)                        | 49                 |
| Saint-Paul-d'Oueil       | 31508      | CC des Pyrénées Haut-Garonnaises | 7,46             | 42 (2022)                         | 5,6                |
| Salles-et-Pratviel       | 31524      | CC des Pyrénées Haut-Garonnaises | 2,12             | 127 (2022)                        | 60                 |
| Sode                     | 31549      | CC des Pyrénées Haut-Garonnaises | 5,53             | 20 (2022)                         | 3,6                |
| Trébons-de-Luchon        | 31559      | CC des Pyrénées Haut-Garonnaises | 0,83             | 8 (2022)                          | 9,6                |

## Histoire
Pays enclavé par le relief escarpé qui isole ses hautes vallées des grandes vallées d’Aran, de Vénasque et de Bigorre pourtant toutes proches, les antiques tribus Onésiennes ont été versées avec les Convènes de Lugdunum Convenarum dans le comté moyen-âgeux du Comminges, formant à la Révolution, du fait de ce lien privilégié, une excroissance septentrionale notable, épousant parfaitement le relief du département de la Haute-Garonne.
En son centre, à la confluence de l’One et de la Pique, Bagnères-de-Luchon et son activité thermale proto-historique, a servi de locomotive économique depuis l’époque romaine jusqu’à l’essor du tourisme de masse et du développement des stations de Superbagnères, Peyragudes et Bourg d’Oueil.

## Patrimoine architectural et culturel

### Particularisme culturel
Neuf communes du Luchonnais perpétuent une tradition ancestrale : la fête du feu du solstice d'été, partagée seulement dans un nombre limité de localités des Pyrénées centrales en Aragon, Catalogne, dans toute la Barousse et en Andorre.